# Cesare Giorgetti
Cesare Giorgetti (1831 – 1909) è stato un politico italiano.

## Biografia
Figlio del ricco possidente Angelo Giorgetti, esponente del notabilato nobiliar-borghese di Lucca, si occupò della gestione dei terreni di famiglia. Fu protagonista, insieme al fratello Enrico, di quella che è stata definita la «rivoluzione moderata» cittadina del 1859.
Politicamente fu, insieme a Demetrio Del Prete, sostenitore delle politiche del centrista Antonio Mordini, eletto più volte in Parlamento nel collegio di Lucca proprio grazie all'appoggio della borghesia lucchese. Venne eletto per la prima volta al consiglio comunale di Lucca nel 1866, occupando il seggio di consigliere fino al 1870.
Venne nominato sindaco di Lucca con Regio decreto del 22 ottobre 1871, entrando in carica il 29 novembre seguente e rimanendovi fino al 6 settembre 1878.
Dopo un periodo di allontanamento dalla vita politica, ritornò a coprire l'incarico di consigliere comunale dal 1906 fino alla morte avvenuta nel 1909.